# Serie C1 1998/1999
Soutěžní ročník Serie C1 1998/99 byl 21. ročník třetí nejvyšší italské fotbalové ligy. Soutěž začala 6. září 1998 a skončila 16. června 1999. Účastnilo se jí celkem 36 týmů rozdělené do dvou skupin po 18 klubech. Z každé skupiny postoupil vítěz přímo do druhé ligy, druhý postupující se probojoval přes play off.
Klub US Città di Palermo obsadil v minulé sezoně sestupovou příčku. Jenže kvůli finančním problémům klubu AS Ischia Isolaverde zůstal klub v soutěži.

## Skupina A
| Poř. | Tým                            | Z  | V  | R  | P  | VG | OG | B  |
| ---- | ------------------------------ | -- | -- | -- | -- | -- | -- | -- |
| 1.   | Alzano 1909 Virescit FC        | 34 | 18 | 12 | 4  | 44 | 23 | 64 |
| 2.   | Como Calcio                    | 34 | 15 | 16 | 3  | 45 | 25 | 61 |
| 3.   | AC Lumezzane                   | 34 | 14 | 12 | 8  | 32 | 27 | 54 |
| 4.   | Modena FC                      | 34 | 14 | 12 | 8  | 40 | 32 | 54 |
| 5.   | AC Pistoiese                   | 34 | 13 | 12 | 9  | 37 | 32 | 51 |
| 6.   | AS Cittadella                  | 34 | 11 | 16 | 7  | 38 | 31 | 49 |
| 7.   | SPAL                           | 34 | 11 | 14 | 9  | 35 | 26 | 47 |
| 8.   | Montevarchi Calcio Aquila 1902 | 34 | 9  | 20 | 5  | 24 | 15 | 47 |
| 9.   | Carrarese Calcio 1908          | 34 | 11 | 12 | 11 | 34 | 37 | 45 |
| 10.  | US Brescello                   | 34 | 8  | 20 | 6  | 30 | 28 | 44 |
| 11.  | AC Arezzo                      | 34 | 10 | 11 | 13 | 37 | 44 | 41 |
| 12.  | AS Livorno Calcio              | 34 | 8  | 16 | 10 | 33 | 36 | 40 |
| 13.  | Varese FC                      | 34 | 8  | 16 | 10 | 28 | 32 | 40 |
| 14.  | Calcio Padova                  | 34 | 9  | 13 | 12 | 33 | 34 | 40 |
| 15.  | AC Siena                       | 34 | 7  | 17 | 10 | 23 | 26 | 38 |
| 16.  | Saronno FBC                    | 34 | 7  | 11 | 16 | 22 | 34 | 32 |
| 17.  | Lecco Calcio                   | 34 | 6  | 9  | 19 | 24 | 45 | 27 |
| 18.  | AC Carpi                       | 34 | 5  | 5  | 24 | 24 | 56 | 20 |

Poznámky
- Z = Odehrané zápasy; V = Vítězství; R = Remízy; P = Prohry; VG = Vstřelené góly; OG = Obdržené góly; B = Body
- za výhru 3 body, za remízu 1 bod, za prohru 0 bodů.

|  | Přímý postup do Serie B 1999/00  |
|  | Play off                         |
|  | Play out                         |
|  | Přímý sestup do Serie C2 1999/00 |

### Play off
Boj o postupující místo do Serie B.

#### Semifinále
AC Pistoiese – Como Calcio 1:0, 1:1

Modena FC – AC Lumezzane 1:3, 1:2

#### Finále
AC Lumezzane – AC Pistoiese 1:2
Postup do Serie B 1999/00 vyhrál tým AC Pistoiese.

### Play out
Boj o udržení v Serie C1.
Lecco Calcio – Calcio Padova 1:1, 1:0

Saronno FBC – AC Siena 0:0, 0:0
Sestup do Serie C2 1999/00 měli kluby Calcio Padova a Saronno FBC.

## Skupina B
| Poř. | Tým                     | Z  | V  | R  | P  | VG | OG | B  |
| ---- | ----------------------- | -- | -- | -- | -- | -- | -- | -- |
| 1.   | Fermana Calcio          | 34 | 16 | 10 | 8  | 38 | 29 | 58 |
| 2.   | US Città di Palermo     | 34 | 15 | 11 | 8  | 36 | 30 | 56 |
| 3.   | AC Juve Stabia          | 34 | 14 | 12 | 8  | 35 | 24 | 54 |
| 4.   | Giulianova Calcio       | 34 | 14 | 9  | 11 | 33 | 27 | 51 |
| 5.   | AC Savoia 1908          | 34 | 13 | 10 | 11 | 29 | 31 | 49 |
| 6.   | Castel di Sangro Calcio | 34 | 13 | 10 | 11 | 43 | 36 | 49 |
| 7.   | US Nocerina             | 34 | 13 | 10 | 11 | 30 | 25 | 49 |
| 8.   | Ascoli Calcio 1898      | 34 | 13 | 8  | 13 | 35 | 32 | 47 |
| 9.   | US Avellino             | 34 | 8  | 19 | 7  | 24 | 21 | 43 |
| 10.  | FC Crotone Calcio       | 34 | 12 | 7  | 15 | 33 | 36 | 43 |
| 11.  | SS Atletico Catania     | 34 | 11 | 10 | 13 | 32 | 35 | 43 |
| 12.  | AS Lodigiani            | 34 | 11 | 10 | 13 | 40 | 44 | 43 |
| 13.  | SS Gualdo               | 34 | 10 | 12 | 12 | 30 | 31 | 42 |
| 14.  | Ancona Calcio           | 34 | 9  | 14 | 11 | 37 | 41 | 41 |
| 15.  | SC Marsala 1912         | 34 | 8  | 16 | 10 | 30 | 31 | 40 |
| 16.  | US Battipagliese        | 34 | 10 | 7  | 17 | 22 | 40 | 37 |
| 17.  | Foggia Calcio           | 34 | 8  | 12 | 14 | 31 | 38 | 36 |
| 18.  | AS Acireale             | 34 | 5  | 19 | 10 | 23 | 30 | 34 |

Poznámky
- Z = Odehrané zápasy; V = Vítězství; R = Remízy; P = Prohry; VG = Vstřelené góly; OG = Obdržené góly; B = Body
- za výhru 3 body, za remízu 1 bod, za prohru 0 bodů.

|  | Přímý postup do Serie B 1999/00  |
|  | Play off                         |
|  | Play out                         |
|  | Přímý sestup do Serie C2 1999/00 |

### Play off
Boj o postupující místo do Serie B.

#### Semifinále
AC Savoia 1908 – US Città di Palermo 1:0, 1:0

Giulianova Calcio – AC Juve Stabia 3:2, 0:2

#### Finále
AC Juve Stabia – AC Savoia 1908 0:2
Postup do Serie B 1999/00 vyhrál tým AC Savoia 1908.

### Play out
Boj o udržení v Serie C1.
Foggia Calcio – Ancona Calcio 1:0, 0:1

US Battipagliese – SC Marsala 1912 0:1, 1:1
Sestup do Serie C2 1999/00 měli kluby Foggia Calcio a US Battipagliese.